# Louis Marie du Couëdic
Le comte Louis Marie Corentin du Couëdic de Kergoaler est un homme politique français né le 12 décembre 1810 à Quimperlé (Finistère) et mort le 27 novembre 1898 à Clabecq en Brabant wallon (Belgique).

## Biographie
Il avait cinq ans et demi à la mort de son père, Thomas du Couëdic de Kergoaler, dont le Roi voulut reconnaître l'héroïsme en autorisant son fils à porter, dès son enfance, la croix du lys, Maillart et Dagorn et un même nombre de blessés, parmi lesquels l'aide-major général de Moëlien.
Descendant du neveu de Charles Louis du Couëdic, il est conseiller municipal de Quimperlé et conseiller général du canton de Quimperlé en 1848. Il est représentant du Finistère de 1849 à 1851 et siège avec les monarchistes. Rallié à l'Empire, candidat officiel soutenu par le gouvernement, il est député du Finistère de 1857 à 1870. 
« Monsieur du Couëdic s'étant rallié avec toute la loyauté de son cœur breton à l'Empereur, les cultivateurs voteront pour un des leurs, les travailleurs pour un ami et les propriétaires pour un homme éclairé qui est avec eux en communauté d'intérêts et de pensée. C'est un devoir sacré de se rendre au scrutin. » écrit le baron Richard, préfet du Finistère en 1855.
Il a soutenu la majorité dynastique.  Il a été maire de Quimperlé et décoré chevalier (1855) puis officier de la Légion d'honneur en 1862.
Époux de Cécile (des marquis) de la Croix de Chevrières de Sayve (famille française héritière des propriétés belges des de Flodorp), ils choisirent la maison du Chapelain à Clabecq pour y vivre jusqu'à la fin de leur vie.  Ils sont enterrés au cimetière de Clabecq.

## Distinctions
- Officier de la Légion d'honneur (14 août 1862)[4]
- Décoration du Lys (1815)[5]

## Sources
- Cte E. de M., Les du Couëdic, 1200-1900, Ixelles, 1901
- Décoration du Lys
- Revue L'Illustration, Une fête agricole en Bretagne, 9 février 1856, page 88 (avec dessin du château du Lézardeau où il habitait...)
- Galerie des députés au corps législatif avec son portrait, les armes de sa famille et sa signature.
- Léon Lauwers, Histoire de la commune de Clabecq et de sa Seigneurie, Clabecq, s. d.
- de Saint-Allais et de Courcelles, Nobiliaire universel de France'...', Tome 17, seconde partie, Paris, 1874